# Сергієвич Юліан Йосипович
Юліан Сергієвич Йосипович (біл. Юльян Іосіфавіч Сергіевіч; *23 вересня 1910, село Юравщина, Ошм'янький повіт, Віленська губернія, тепер Молодечненський район, Мінська область — †7 листопада 1976, село Ленкавщина, Молодечненський район) — білоруський поет та педагог, художник-самодіяльник.

## Біографія
Народився у селянській сім'ї. Навчався в початковій школі, а згодом займався самоосвітою. Працював у сільському господарстві. Після служби в польській армії (1932–1933) закінчив сільськогосподарські курси. В середині 1920-х був активістом БСРГ та ТБШ. З нападом Німеччини на Польщу у вересні 1939 року мобілізований у польську армію. Потрапив у німецький полон. Перебував у таборах для військовополонених (разом з Янкою Брилем), на роботі в німецького бауера. Працював у комітеті білоруської самодопомоги в Берліні. Повернувшись на батьківщину після війни викладав у селі Ленкавщина і Манішниці Молодечанського району. Був заарештований в 1946 році. До 1956 року перебував у таборах на півночі Сибіру, Казахстану. Потім працював у колгоспі імені Леніна Молодечанського району.

## Творчість
Дебютував віршем «Дуб» у 1922 році (часопис «Молоде життя»). Друкувався у періодичних виданнях Західної Білорусі, найбільше у часописі «Маланка» і газеті «Шлях молоді»; у колективному збірнику західнобілоруських письменників «Зелень веснаходу» (Вільнюс, 1928). Писав сценарії для самодійних колективів. В 1939 мав вийти підготований до друку збірник поезії, але початок війни не дозволив цим планам здійснитися, а 17 вересня 1939 року набір книги був розкиданий. Після війни та таборів друкувався мало, переважно в молодечанській районній газеті. Деякі твори були опубліковані вже після його смерті. Окремі твори Юліана Йосиповича увійшли в збірник «Роздоріжжя волі» (1990).
Як художник розмальовував настінні килими, писав тематичні картини з життя села. Художні твори Юліана Сергійовича виставлялися на республіканській виставці в 1978 році.
Образ Юліана Сергійовича став прототипом одного з героїв роману Я. Бриля «Птахи та гнізда», також образ художника як вчителя створений у книзі польського прозаїка З. Жакевича «Вовчі луги».

## Літаратура
- Сергіевіч Юльян // Беларускія пісьменнікі (1917–1990): Даведнік; Склад. А. К. Гардзіцкі. Нав. рэд. А. Л. Верабей. — Мн.: Мастацкая літаратура, 1994. — 653 с.: іл. ISBN 5-340-00709-X
- Беларускія пісьменнікі: Біябібліяграфічны слоўнік. У 6 т. / пад рэд. А. І. Мальдзіса. Мн.: БелЭн, 1992–1995.
- Маракоў Л. У. Рэпрэсаваныя літаратары, навукоўцы, работнікі асветы, грамадскія і культурныя дзеячы Беларусі, 1794–1991. Энц. даведнік. У 10 т. — Т. 2. — Мн:, 2003. ISBN 985-6374-04-9
- Літ. з даведн. Л. У. Маракова: Чаркасава Д. Люблю. Мн., 1978. С. 72—74
- Брыль Я. З любоўю да слова // Голас Радзімы. 1980, 21 лют.
- Гардзіенка А. Юльян Сергіевіч // Наша ніва. 2001, 3 вер.